# Георги Овчаров
Георги Радев Овчаров (р. 20 април 1889 в Силистра – п. 15 октомври 1953, Силистра) е български архитект от междувоенния период, чието творчество е повлияно от неокласицизма.

## Семейство и образование
Георги Овчаров е роден в дунавския град Силистра през 1889 г. в семейството на Ради Овчаров.
Започва да учи архитектура в Техническия университет в Мюнхен през 1911 г. След дипломирането си се завръща в България.

## Първата световна война и „Клубът на интелектуалците“ в София
През Първата световна война е мобилизиран и изпратен на фронта, а след края на войната заживява в София. Става член на известния тогава „Клуб на интелектуалците“. В клуба се запознава с арх. Иван Васильов, проф. Александър Балабанов, Елин Пелин, проф. Андрей Николов и др. Попада в обкръжението на цар Борис III и от него получава първата си по-голяма поръчка – две малки жилищни сгради в Евксиноград. През 1926 г. проектира къща с ателие за писателя Сирак Скитник (на улица „Борова гора“), както и сграда за Работническа болница (днес ИСУЛ) в София.
През 1928 г. е обявен конкурс за сграда на Агрономическия факултет на СУ. Не е присъдена първа награда, а на второ място е класиран немския проф. Херман Бухер. Той възлага изпълнението на арх. Георги Овчаров. През следващите години Георги Овчаров изгражда редица сгради в цялата страна. През 1949 г. успява за кратки срокове да проектира Мавзолея на Георги Димитров, заедно с Рачо Рибаров и Иван Данчов.
Последната му творба е мостът Гюргево-Русе („Дунав-мост“ или „Мост на дружбата“), чието завършване не доживява.
Почива на 15 октомври 1953 г. в родния си град.

## Изградени сгради по негови проекти
- Минералната баня в Овча купел, София (1925 – 1928)
- Работническа болница (конкурс: 1927[2], реализация: 1930 – 1935)
- Агрономически факултет – днес Биологически факултет (1924 – 1930)[3],
- Къщата на Сирак Скитник на ул. „Борова гора“ 28 в София (1926),
- Сграда на община Бургас (1927, 1934 – 1943)
- Дом на труда, Пловдив (1935)[4],
- Хотел „Кооп“ и съюз на популярните банки, ул. „Г. С. Раковски“ № 116 (1934)[5],
- Министерство на вътрешните работи (1936),
- Военното издателство (строено за банка) на ул. „Иван Вазов“ 12 в София (1940 – 1944),
- Къща на инж. Янакиев във Враца (1941 г.)[6],
- Държавен музикален театър – София (1951),
- Мавзолея на Георги Димитров (1949, разрушен на 21 август 1999 г.),
- Моста на Дунав при Русе-Гюргево (1953).
- Кооперацията на източния ъгъл на улиците „Патриарх Евтимий“ и „Витоша“, построена върху имот на семейство Стоянович. До 1928 г., когато строителното дружество „Пител-Браузеветер“, командитно дружество „Петров и Сие“ и архитектите Георги Овчаров и Генко Попов купуват имота, номерата на улиците са съответно 62 и 67,
- Кооперацията на ъгъла на улиците „Славянска“ и „Шести септември“ (1929) е построена по проект на арх. Овчаров – в тази кооперация той остава да живее до края на живота си (1953 г.). През 2003 година на фасадата ѝ е поставена паметна плоча, която да напомня за делото на видния български архитект. [7]

## Галерия
- Къщата на Сирак Скитник
- Мавзолеят на Георги Димитров
- Министерство на вътрешните работи
- Военното издателство
- Биологически факултет